# Please Forgive Me
«Please Forgive Me» (en español: «Por favor perdóname») es una power ballad interpretada por el cantautor y músico canadiense Bryan Adams, publicado en su álbum recopilatorio So Far So Good (1993), Se lanzó como el primer y único sencillo por la empresa discográfica A&M Records el 13 de septiembre de 1993.
Fue escrita y producida por Bryan Adams y Robert John "Mutt" Lange y publicada como un extra en la compilación de grandes éxitos So Far So Good. Es su único sencillo que ha alcanzado el primer lugar del ranking australiano sin ser parte de la banda sonora de una película. El sencillo también alcanzó el vigésimo séptimo lugar en el conteo de la Billboard Hot 100 estadounidense y el segundo lugar en el ranking de sencillos del Reino Unido.
Fue incluido también en el siguiente álbum recopilatorio del cantante: Anthology (segundo CD). Es una de las canciones preferidas de Bryan Adams, según él mismo comentó en una entrevista, porque la «voz concuerda con la canción».

## Canción
«Please Forgive Me» es una de las mejores power ballads de Bryan Adams. Tiene una introducción instrumental en la versión del álbum. Adams explicó a Songfacts que fue una de las primeras canciones en las que había aceptado modular su voz. Está considerada entre sus mejores y más populares canciones. La canción fue elogiada por los críticos desde su publicación, y alcanzó de las mejores puntuaciones de ranking obtenidas por Bryan Adams, tras su más alto éxito en 1991 con «(Everything I Do) I Do It For You». Además, esta canción permitió que el álbum So Far So Good alcanzara el primer lugar en el UK Albums Chart.

## Vídeo
El vídeo musical de la canción fue realizado durante la grabación del sencillo.